# Pomatocalpa maculosum
Pomatocalpa maculosum är en orkidéart som först beskrevs av John Lindley, och fick sitt nu gällande namn av Johannes Jacobus Smith. Pomatocalpa maculosum ingår i släktet Pomatocalpa och familjen orkidéer.

## Underarter
Arten delas in i följande underarter:
- P. m. andamanicum
- P. m. maculosum